# Дівчина з зеленими очима
«Дівчина з зеленими очима» (англ. The Girl with the Green Eyes) — американська короткометражна драма режисера Герберта Блаше 1916 року.

## У ролях
- Джуліан Л'Естранж — Едвард Треверс
- Кетрін Кейлред — Гелен Треверс
- Едіт Лайл — Елсі Треверс
- Лорна Волар — маленька дівчинка
- Люсіль Вотсон — незначна роль